# Blackmore’s Night
Blackmore’s Night ist eine US-amerikanische Musikgruppe, unter anderem bestehend aus dem ehemaligen Deep-Purple-Gitarristen Ritchie Blackmore und seiner Ehefrau Candice Night. Ihr Stil mischt Rock und Folk mit mittelalterlichen Renaissance-Einflüssen.

## Vorgeschichte
Ritchie Blackmore und Candice Night lernten sich bereits 1989 kennen, als Blackmore bei einem Wohltätigkeitsfußballspiel mitspielte und Candice Night dabei im Publikum saß. Schnell entdeckten beide, dass sie eine Leidenschaft für Renaissancemusik teilen. Nachdem Blackmore 1993 frustriert aus Deep Purple ausstieg, folgte 1995 die Reunion von Rainbow. Candice Night war bereits dort auf dem Album Stranger in Us All als Backgroundsängerin zu hören, wie auch auf den darauffolgenden Tourneen von 1995 bis 1997. Ende 1997 beschloss Ritchie Blackmore, die Rainbow-Ära zu beenden und die Renaissance-Band Blackmore’s Night zu gründen. Die Rainbow Reunion erfolgte 2016 und auch der Schlagzeuger und die Backgroundsängerin von Blackmore’s Night sind seitdem neben Blackmore und Night in der Livebesetzung von Rainbow.
Am 5. Oktober 2008 heirateten Ritchie Blackmore und Candice Night in den USA. Das Paar hat zwei Kinder.

## Bandmitglieder
- Ritchie Blackmore – Gitarre, Bouzouki, Mandoline, Domra, Drehleier
- Candice Night – Gesang, Chanter, Cornamuse, Schalmei, Rauschpfeife, Tamburin
- Bard David of Larchmont (David Baranowski) – Keyboard, Orgel, Gesang
- Troubador of Aberdeen (David Keith) – Percussion und Schlagzeug
- Earl Grey of Chamay (Mike Clemente) – Bass, Mandoline, Gitarre
- Scarlet Fiddler (Claire Smith) – Violine und Gesang

### Ehemalige Musiker
- Lady Kelly De Winter (Kelly Morris) – French Horn, Harmony Vocals (2012–2013)
- The Minstrel Albert (Albert Dannenmann) – Drehleier, Dudelsack
- Sisters of the Moon: Lady Madeline and Lady Nancy (Madeline and Nancy Posner) – (Juli 2002 – 2007)
- Lord Marnen of Wolfhurst (Marnen Laibow-Koser) – (Juli 2002 – Dez 2003)
- Chris Devine – (Juli 2000 – Mai 2002)
- Carmine Giglio – (Apr 2000 – Aug 2002)
- Mike Sorrentino – (Apr 1999 – Aug 2001)
- Sir Robert of Normandie (Robert Curiano) – (Okt 2000 – 2007)
- Tudor Rose (Tina Chancey) – (Mai 2004 – 2007)
- Mick Cervino – (Juli 1997 – Aug 2000)
- Marci Geller – (Juni 1999 – Mai 2001)
- Adam Forgione – (Sep 1998 – Jan 2000)
- Alex Alexander – (Sep 1998 – Feb 1999)
- Jessie Haynes – (Juli 1997 – Okt 1998)
- Lady Rraine (Lorraine Ferro) – (Apr 2002 – Mai 2002, Okt 2007)
- Baron St James – (Apr 2007 – März 2008)
- John O’Reilly – (Juli 1997 – Dez 1997)
- Joseph James – (Juli 1997 – Dez 1997)
- Rachel Birkin – (Sep 1998 – Okt 1998)
- Jim Hurley – (Juni 1999 – Mai 2000)
- Vita Gasparro (Lady Vita) – (Juli 2001 – Dez 2001)
- Gypsy Rose (Elizabeth Cary) – (Okt 2007 – 2011)
- Squire Malcolm of Lumley (Malcolm Dick) – (Aug 2001 – 2011)

## Stil
Blackmore’s Night spielen an Renaissancemusik orientierte Songs. Als Haupteinfluss dient Ritchie Blackmore die Musik von Tielman Susato und zeitgenössische Werke aus der Verlagssammlung von Pierre Attaingnant. Die traditionell akustische Instrumentierung wird dezent mit modernen Instrumenten ergänzt. Blackmore hat sich vom Riff-betonten Hard-Rock-Spiel abgewandt und spielt seine Gitarren nun hauptsächlich nach klassischer Schule. Vereinzelt spielt er aber auch Deep-Purple- oder Rainbow-Klassiker mit E-Gitarre, wie z. B. Black Night oder Soldier Of Fortune. Der melodiöse Gesang von Candice Night ist mit moderner Folk-Musik vergleichbar. Die Texte lehnen sich an alte Volkslieder oder moderne Folk-Songs an. Die Band spielt live ausschließlich mit historischer Gewandung, oft auch auf Schlössern, Burgen und an anderen historischen Orten. Häufig erscheint das Publikum zu den Konzerten ebenfalls in mittelalterlicher Kleidung. Als Vorgruppe wurde sie dabei häufig von der deutschen Mittelaltermusik-Formation Des Geyers Schwarzer Haufen begleitet. Die Formation war auch die ursprüngliche Inspiration zur Gründung von Blackmore’s Night.
Immer wieder kommt es im Rahmen der Aufnahmen auch zu einer Zusammenarbeit mit anderen namhaften Künstlern, beispielsweise Ian Anderson (Jethro Tull) oder Joe Lynn Turner (ehemals Rainbow und Deep Purple). Ebenso sind auf fast jedem Album der Band und bei Konzerten Coverversionen zu hören; häufig auch von Titeln, die ursprünglich von Blackmore bereits mit anderen Bands aufgenommen wurden. Unter anderem interpretierte Blackmore’s Night Diamonds and Rust von Joan Baez, The Times They Are A-Changin von Bob Dylan, Ralph McTells Streets of London oder den Rednex-Hit Wish You Were Here. Mit Child in Time, Black Night, Smoke on the Water und Soldier of Fortune (alle von Deep Purple) und Street of Dreams, 16th Century Greensleeves oder Self Portrait (Rainbow) spielen Blackmore’s Night auch Titel der Ex-Bands von Ritchie Blackmore. Des Weiteren gibt es bereits interessante Cover-Versionen von Blackmore’s-Night-Stücken, wie z. B. eine vertextete Version des Songs Memmingen unter dem Namen Tell Me Why von Thomas Pihale’s Rainstorm Project.

## Diskografie

### Studioalben
| Jahr | Titel                | Höchstplatzierung, Gesamtwochen, AuszeichnungChartplatzierungen (Jahr, Titel, Platzierungen, Wochen, Auszeichnungen, Anmerkungen) | Höchstplatzierung, Gesamtwochen, AuszeichnungChartplatzierungen (Jahr, Titel, Platzierungen, Wochen, Auszeichnungen, Anmerkungen) | Höchstplatzierung, Gesamtwochen, AuszeichnungChartplatzierungen (Jahr, Titel, Platzierungen, Wochen, Auszeichnungen, Anmerkungen) | Höchstplatzierung, Gesamtwochen, AuszeichnungChartplatzierungen (Jahr, Titel, Platzierungen, Wochen, Auszeichnungen, Anmerkungen) | Anmerkungen                              |
| Jahr | Titel                | DE | AT | CH | UK | Anmerkungen                              |
| ---- | -------------------- | --- | --- | --- | --- | ---------------------------------------- |
| 1997 | Shadow of the Moon   | DE16 (18 Wo.)DE | AT75 (1 Wo.)AT | CH74 (1 Wo.)CH | — | Erstveröffentlichung: 2. Juni 1997       |
| 1999 | Under a Violet Moon  | DE20 (8 Wo.)DE | — | — | — | Erstveröffentlichung: 25. Mai 1999       |
| 2001 | Fires at Midnight    | DE9 (9 Wo.)DE | AT32 (3 Wo.)AT | CH81 (3 Wo.)CH | — | Erstveröffentlichung: 2. Juli 2001       |
| 2003 | Ghost of a Rose      | DE11 (9 Wo.)DE | — | CH75 (1 Wo.)CH | — | Erstveröffentlichung: 23. Juni 2003      |
| 2006 | The Village Lanterne | DE13 (7 Wo.)DE | — | CH67 (2 Wo.)CH | — | Erstveröffentlichung: 24. März 2006      |
| 2008 | Secret Voyage        | DE14 (9 Wo.)DE | AT40 (4 Wo.)AT | CH67 (1 Wo.)CH | — | Erstveröffentlichung: 27. Juni 2008      |
| 2010 | Autumn Sky           | DE15 (6 Wo.)DE | AT43 (3 Wo.)AT | CH57 (1 Wo.)CH | — | Erstveröffentlichung: 3. September 2010  |
| 2013 | Dancer and the Moon  | DE13 (6 Wo.)DE | AT39 (1 Wo.)AT | CH40 (1 Wo.)CH | UK83 (1 Wo.)UK | Erstveröffentlichung: 14. Juni 2013      |
| 2015 | All Our Yesterdays   | DE19 (2 Wo.)DE | AT48 (1 Wo.)AT | CH64 (1 Wo.)CH | UK94 (1 Wo.)UK | Erstveröffentlichung: 18. September 2015 |
| 2021 | Nature’s Light       | DE7 (3 Wo.)DE | AT14 (1 Wo.)AT | CH22 (1 Wo.)CH | — | Erstveröffentlichung: 12. März 2021      |

### Livealben
| Jahr | Titel                              | Höchstplatzierung, Gesamtwochen, AuszeichnungChartplatzierungen (Jahr, Titel, Platzierungen, Wochen, Auszeichnungen, Anmerkungen) | Höchstplatzierung, Gesamtwochen, AuszeichnungChartplatzierungen (Jahr, Titel, Platzierungen, Wochen, Auszeichnungen, Anmerkungen) | Höchstplatzierung, Gesamtwochen, AuszeichnungChartplatzierungen (Jahr, Titel, Platzierungen, Wochen, Auszeichnungen, Anmerkungen) | Höchstplatzierung, Gesamtwochen, AuszeichnungChartplatzierungen (Jahr, Titel, Platzierungen, Wochen, Auszeichnungen, Anmerkungen) | Anmerkungen                            |
| Jahr | Titel                              | DE | AT | CH | UK | Anmerkungen                            |
| ---- | ---------------------------------- | --- | --- | --- | --- | -------------------------------------- |
| 2002 | Past Times with Good Company       | DE62 (1 Wo.)DE | — | — | — | Erstveröffentlichung: 22. Oktober 2002 |
| 2007 | Paris Moon                         | DE75 (1 Wo.)DE | — | — | — | Erstveröffentlichung: 2. November 2007 |
| 2012 | A Knight in York – Live in England | DE8 (6 Wo.)DE | AT46 (1 Wo.)AT | CH6 (2 Wo.)CH | — | Erstveröffentlichung: 29. Juni 2012    |

### Kompilationen
| Jahr | Titel                                      | Höchstplatzierung, Gesamtwochen, AuszeichnungChartplatzierungen (Jahr, Titel, Platzierungen, Wochen, Auszeichnungen, Anmerkungen) | Höchstplatzierung, Gesamtwochen, AuszeichnungChartplatzierungen (Jahr, Titel, Platzierungen, Wochen, Auszeichnungen, Anmerkungen) | Höchstplatzierung, Gesamtwochen, AuszeichnungChartplatzierungen (Jahr, Titel, Platzierungen, Wochen, Auszeichnungen, Anmerkungen) | Höchstplatzierung, Gesamtwochen, AuszeichnungChartplatzierungen (Jahr, Titel, Platzierungen, Wochen, Auszeichnungen, Anmerkungen) | Anmerkungen                           |
| Jahr | Titel                                      | DE | AT | CH | UK | Anmerkungen                           |
| ---- | ------------------------------------------ | --- | --- | --- | --- | ------------------------------------- |
| 2017 | To the Moon and Back – 20 Years and Beyond | DE64 (1 Wo.)DE | — | — | — | Erstveröffentlichung: 11. August 2017 |

Weitere Kompilationen
- 2001: Minstrels and Ballads
- 2003: Best of Blackmore’s Night
- 2004: All For One – The Finest Collection Of Blackmore’s Night
- 2004: Beyond the Sunset: The Romantic Collection
- 2012: The Beginning

### Jubiläumseditionen
- 2023: Shadow Of The Moon (25th Anniversary Edition)
- 2024: Fires At Midnight (25th Anniversary Edition)

### Weihnachtsalben
| Jahr | Titel         | Höchstplatzierung, Gesamtwochen, AuszeichnungChartplatzierungen (Jahr, Titel, Platzierungen, Wochen, Auszeichnungen, Anmerkungen) | Höchstplatzierung, Gesamtwochen, AuszeichnungChartplatzierungen (Jahr, Titel, Platzierungen, Wochen, Auszeichnungen, Anmerkungen) | Höchstplatzierung, Gesamtwochen, AuszeichnungChartplatzierungen (Jahr, Titel, Platzierungen, Wochen, Auszeichnungen, Anmerkungen) | Höchstplatzierung, Gesamtwochen, AuszeichnungChartplatzierungen (Jahr, Titel, Platzierungen, Wochen, Auszeichnungen, Anmerkungen) | Anmerkungen                             |
| Jahr | Titel         | DE | AT | CH | UK | Anmerkungen                             |
| ---- | ------------- | --- | --- | --- | --- | --------------------------------------- |
| 2006 | Winter Carols | DE74 (2 Wo.)DE | — | — | — | Erstveröffentlichung: 24. November 2006 |

### Singles
| Jahr | Titel Album                                            | Höchstplatzierung, Gesamtwochen, AuszeichnungChartplatzierungen (Jahr, Titel, Album, Platzierungen, Wochen, Auszeichnungen, Anmerkungen) | Höchstplatzierung, Gesamtwochen, AuszeichnungChartplatzierungen (Jahr, Titel, Album, Platzierungen, Wochen, Auszeichnungen, Anmerkungen) | Höchstplatzierung, Gesamtwochen, AuszeichnungChartplatzierungen (Jahr, Titel, Album, Platzierungen, Wochen, Auszeichnungen, Anmerkungen) | Höchstplatzierung, Gesamtwochen, AuszeichnungChartplatzierungen (Jahr, Titel, Album, Platzierungen, Wochen, Auszeichnungen, Anmerkungen) | Anmerkungen                          |
| Jahr | Titel Album                                            | DE | AT | CH | UK | Anmerkungen                          |
| ---- | ------------------------------------------------------ | --- | --- | --- | --- | ------------------------------------ |
| 2005 | I’ll Be There (Just Call My Name) The Village Lanterne | DE92 (1 Wo.)DE | — | — | — | Erstveröffentlichung: September 2005 |

Weitere Singles
- 1997: Shadow of the Moon
- 1997: No Second Chance
- 1997: Wish You Were Here (Original: Rednex)
- 2001: The Times Are A-Changing (Original: Bob Dylan)
- 2003: Home Again
- 2003: Way to Mandalay
- 2004: All Because of You
- 2006: Christmas Eve
- 2006: Olde Mill Inn
- 2006: Streets of London
- 2006: Hark the Herald Angels Sing
- 2008: Can’t Help Falling in Love
- 2010: Highland
- 2010: Journeyman
- 2013: The Moon is Shining (Somewhere Over the Sea)
- 2013: Dancer and the Moon
- 2015: All Our Yesterdays
- 2015: Will O’ The Wisp

### Videoalben
- 1999: Shadow of the Moon – Live in Germany 1997–1998
- 2002: Under a Violet Moon – Castle Tour 2000
- 2005: Castles and Dreams (Doppel-DVD, DE: Gold)
- 2012: The Beginning

## Auszeichnungen für Musikverkäufe
| Goldene Schallplatte - Japan - 2000: für das Album Shadow of the Moon |

Anmerkung: Auszeichnungen in Ländern aus den Charttabellen bzw. Chartboxen sind in ebendiesen zu finden.
| Land/RegionAuszeichnungen für Musikverkäufe (Land/Region, Auszeichnungen, Verkäufe, Quellen) | Gold     | Platin | Verkäufe | Quellen           |
| -------------------------------------------------------------------------------------------- | -------- | ------ | -------- | ----------------- |
| Deutschland (BVMI)                                                                           | Gold1    | —      | 25.000   | musikindustrie.de |
| Japan (RIAJ)                                                                                 | Gold1    | —      | 100.000  | riaj.or.jp        |
| Insgesamt                                                                                    | 2× Gold2 | —      |          |                   |